# Kościół św. Mateusza w Kobylnie
Kościół św. Mateusza – rzymskokatolicki kościół filialny, znajdujący się w miejscowości Kobylno (gmina Łubniany), należący do parafii św. Bartłomieja Apostoła w Jełowej w dekanacie Zagwiździe, diecezji opolskiej. Dnia 9 lutego 1966 roku, pod numerem 1128/66 kościół został wpisany do rejestru zabytków województwa opolskiego.

## Historia kościoła
Pierwsza wzmianka o kościele w Kobylnie pochodzi z 1679 roku. Była to świątynia drewniana, pod wezwaniem św. Mateusza Ewangelisty. Kolejna informacja w dokumentach parafialnych, mówi o budowie w 1798 roku nowego, murowanego kościoła (nie ma dokumentów o tym czy stary, drewniany kościół spłonął, czy też został przebudowany). Konsekracja miała miejsce w 1800 roku, którego dokonał sufragan wrocławski Emanuel Schimonsky. Obecny wygląd kościoła jest niezmieniony od czasu budowy.

## Architektura i wnętrze kościoła
Kościół został zbudowany w stylu barokowo-klasycystycznym. Jest to budowla murowana z cegły i otynkowana. Na elewacji widać ramowy podział ścian. Okna we wschodniej części prezbiterium i w przyziemiu po bokach wieży są poziome, owalne. Elewacja zachodnia wraz z wieżą nieznacznie wystaje przed licem ścian. Gzyms okala korpus budynku. Na wieży widać niski, trójkątny przyczółek. Dwie górne kondygnacje wieży rozdzielone są również gzymsem. Ponad oknami najwyższej kondygnacji wieży, znajduje się pomieszczenie na tarcze zegarowe. Dach jest typu dwuspadowego, o jednej kalenicy. Dach nad zakrystią jest natomiast typu pulpitowego. Całość dachówką. Wieża zakończona jest ośmiobocznym hełmem, podbity gontem i blachą. Drzwi wejściowe do kościoła są typu klepkowego. Prezbiterium jest jednoprzęsłowe zamknięte prostą ścianą. Od strony południowej znajduje się zakrystia. Nawa jest dwuprzęsłowa, nieco szersza od prezbiterium. Wszystkie narożniki wewnątrz i zewnątrz prezbiterium są zaokrąglone, natomiast w przejściu z prezbiterium do nawy wklęsłe. W zakrystii sklepienie jest typu klasztornego z lunetami. Łuk tęczowy zamknięto półkoliście. W nawie znajdują się filary przyścienne o lekko wklęsłych bokach. Wejście do kruchty pod wieżą zamknięto odcinkowo. Przejście z pomieszczeń bocznych na chór muzyczny jest dość niskie. Chór muzyczny wsparto na dwóch trapezowych filarach podpierających arkady, z którymi środkowa jest o łuku odcinkowym, natomiast boczne arkady o łukach koszowych. Konfesjonał posiada cechy klasyczne i wykonano go w I połowie XIX wieku. Na uwagę zasługuje również ludowy obraz św. Jana Nepomucena z przełomu XVIII/XIX wieku.